# Contes et nouvelles du XIXe siècle
 (août 2022).
Si vous disposez d'ouvrages ou d'articles de référence ou si vous connaissez des sites web de qualité traitant du thème abordé ici, merci de compléter l'article en donnant les références utiles à sa vérifiabilité et en les liant à la section « Notes et références ».
Contes et nouvelles du XIXe siècle (ou Au siècle de Maupassant : Contes et nouvelles du XIXe siècle) est une série télévisée française en 16 
épisodes de 52 minutes créée par Gaëlle Girre et Gérard Jourd'hui diffusée du 10 mars 2009 à 2011 sur France 2.
Faisant office de suite à la série Chez Maupassant, diffusée en 2007 et 2008 (reprise en 2011), cette série reprend en téléfilms d’une heure certains contes et nouvelles du XIXe siècle, écrits par divers auteurs.
La série est diffusée aux États-Unis et en Amérique latine sur Eurochannel.

## Première saison (2009)

### La Cagnotte
- Date de diffusion : 10 mars 2009
- Réalisateur : Philippe Monnier
- Scénario et dialogues : Jean-Charles Tacchella d'après la comédie-vaudeville La Cagnotte d'Eugène Labiche et Alfred Delacour (1864)
- Directeur de la photographie : William Watterlot
- Montage : Françoise Roux
- Casting Emmanuelle Prévost
- Costumes : Agnès Nègre
- Régisseurs : Cédric Bourdoncle, David Lemenan
- Distribution :
  - Marie-Anne Chazel : Léonida Champbourcy, la sœur de Champbourcy encore célibataire qui cherche à se marier
  - Eddy Mitchell : Champbourcy, son frère, un rentier de La Ferté-sous-Jouarre
  - Philippe Chevallier : Cordenbois, un pharmacien ami des Champbourcy
  - Louise Blachère : Blanche, la fille de Champbourcy, la fiancée de Félix
  - Alain Doutey : Colladan, un riche fermier ami des Chambourcy
  - Alexandre Steiger : Félix Renaudier, un jeune notaire, le fiancé de Blanche
  - Ivan Cori : Sylvain Colladan, le fils noceur de Colladan
  - Wilfred Benaïche : Cocarel, le directeur de l'agence matrimoniale
  - Benjamin Lavernhe : Benjamin, le garçon du restaurant
  - Gilles Détroit : le commissaire de police Béchut
  - Rémy Roubakha : le gérant du restaurant
  - Pascal Ternisien : Joseph, le domestique de Cocarel
  - Christophe Paou : le gardien de la paix #1
  - Laurent Bariteau : le gardien de la paix #2

### La Maison du chat-qui-pelote
- Date de diffusion : 24 mars 2009
- Réalisateur : Jean-Daniel Verhaeghe
- Scénario et dialogue: Anne Andrei d'après le roman La Maison du chat-qui-pelote d'Honoré de Balzac (1799-1850)
- Producteurs délégués : Gérard Jourd'hui, Gaëlle Girre
- Directeur de la photographie : Brunot Privat
- Décors : Régis Nicolino
- Costumes : Agnès Nègre
- Casting : Emmanuelle Prévot
- Distribution :
  - Mélanie Bernier : Augustine Guillaume, la fille d'un drapier qui épouse un jeune noble
  - Raphaël Personnaz : Théodore de Sommervieux, un jeune peintre noble qui se prend de passion pour sa beauté et qui l'épouse
  - Régis Laspalès : Monsieur Guillaume, un drapier, le père d'Augustine et de Virginie
  - Marie Vincent : Madame Guillaume, sa femme, la mère d'Augustine et de Virginie
  - Evelyne Bouix : Madame Roguin
  - Françoise Gillard : Virginie Guillaume, la sœur aînée de Augustine, qui épouse le commis de son père
  - Marc Bodnar : Joseph Lebas, le commis de Monsieur Guillaume, qui épouse Virginie
  - Arielle Dombasle : la duchesse de Carigliano, une maîtresse de Théodore
  - Alexandre Zloto : Girodet
  - Laurence Cordier : la première élégante
  - Laurence Porteil : la seconde élégante
  - Jean-Daniel Verhaeghe : le mendiant
  - Stéphanie Gesnel : le modèle nu

### Le Bonheur dans le crime
- Date de diffusion : 17 mars 2009
- Réalisateur : Denis Malleval
- Producteurs délégués : Gérard Jourd'hui, Gaëlle Girre
- Scénario, adaptation et dialogues : Bruno Tardon d'après la nouvelle Le Bonheur dans le crime de Jules Barbey d'Aurevilly, tiré du recueil Les Diaboliques (1874)
- Directeur de la photographie : Bruno Privat
- Montage : Elisabeth Guido
- Décors : Régis Nicolino
- Costumes : Agnès Nègre
- Casting : Emmanuelle Prévost
- Distribution :
  - Didier Bourdon : Le docteur Crosnier
  - Grégori Derangère : Le comte Charles de Savigny
  - Marie Kremer : la maîtresse d'armes Claire Stassin
  - Gaëla Le Devehat : La comtesse Delphine de Savigny
  - Évelyne Dandry : Hortense Cœurly, la gouvernante du docteur
  - François-Régis Marchasson : Figon
  - Jérôme Le Paulmier : le commissaire Gorius
  - Christine Paolini : Adèle Guermeur
  - Adrienne Muniglia : Marion
  - Quentin Darmon : le palefrenier
  - Gilles Arbona : Le maître d'armes Benoît Stassin
  - Jérôme Thibault : le bretteur

### Claude Gueux
- Date de diffusion : 31 mars 2009
- Réalisateur : Olivier Schatzky
- Scénario d'après Claude Gueux de Victor Hugo
- Distribution :
  - Samuel Le Bihan : Claude Gueux
  - Thomas Chabrol : M. Delacelle
  - Robinson Stévenin : Antoine
  - Sandrine Le Berre : Louise
  - Éric Fraticelli : Santini
  - Pierre Trapet : le gardien Millot
  - Jean-Christophe Bouvet : Faillol
  - Angelo Aybar : Paco
  - Stéphane Butet : Charrier
  - Dimitri Radochevitch : Alphonse
  - Marcia Frossard : Constance
  - François Delaive : le gardien Raoul
  - Christiane Conil : Mme Berthoud
  - Tony Le Guern : Martin
  - Michel Motu : M. Berthoud
  - Jean-Pierre Bagot : l'inspecteur Bergerac

### Le Petit Vieux des Batignolles
- Date de diffusion : 25 septembre 2009
- Réalisateur : Claude Chabrol
- Scénario d'après Le Petit Vieux des Batignolles d'Émile Gaboriau
- Distribution :
  - Pierre Arditi : Méchinet
  - Manuel Le Lièvre : Godeuil
  - Bernard Blancan : Monistrol
  - Isabelle Renauld : Mme Monistrol
  - Sophie Artur : Mme Méchinet
  - Jacques Boudet : le juge Boissec
  - Florent Gibassier : Goulard
  - Denis Verbecelte : l'agent Batignolles
  - Catherine Davenier : Marie
  - Anne Plumet : la concierge de Monistrol
  - Édith Le Merdy : la concierge de Pigoreau
  - Pierre-François Duméniaud : l'inspecteur Poltin
  - Philippe Maymat : Victor
  - Xavier Brière : le greffier
  - David Capelle : l'agent de sûreté

### Boubouroche
- Date de diffusion : 9 octobre 2009
- Réalisateur : Laurent Heynemann
- Scénario d'après Boubouroche de Georges Courteline
- Distribution :
  - Julie Depardieu : Adèle
  - Bruno Putzulu : Boubouroche
  - Éric Berger : André
  - Roger Dumas : le voisin
  - Joël Zoon Besse : Fouettard
  - Jean-Pierre Becker : Roth

### Les Trois Messes basses
- Date de diffusion : 16 octobre 2009
- Réalisateur : Jacques Santamaria
- Scénario d'après Les Trois Messes basses d'Alphonse Daudet
- Distribution :
  - Patrick Bosso : Don Balaguère
  - Guillaume Carcaud : Abbé Forestier / Garrigou
  - Christian Bujeau : le marquis de Trinquelage
  - Marius Colucci : Alphonse Daudet
  - Xavier Aubert : Timoleon
  - Sylvie Degryse : la marquise de Trinquelage
  - Audrey Beaulieu : Delphine
  - Véronique Volta : Julie
  - Guilhem Pellegrin : Arnoton
  - Guilhem Gommendy : Dame Barbe
  - Pierre Maguelon : Maître Bugasse
  - Joël Demarty : Don Parentin
  - Romain Francisco : le marmiton
  - Mathieu Beurton : Robin
  - Léopold Bara : Mathieu
  - José Artur : la voix de Dieu

### Pour une nuit d'amour
- Date de diffusion : 2 octobre 2009
- Réalisateur : Gérard Jourd'hui
- Scénario d'après Pour une nuit d'amour d'Émile Zola
- Distribution :
  - Mathilda May[1] : Thérèse de Marsanne
  - Thierry Frémont : Julien
  - Philippe Bas : Jean Colombel
  - Tsilla Chelton : Eugénie de Morville
  - Daniel Martin : le comte de Verteuil
  - Stéphan Wojtowicz : le juge Morin

## Deuxième saison (2010)

### L'Affaire Blaireau
- Date de diffusion : 3 novembre 2010
- Réalisateur : Jacques Santamaria
- Scénario : Anne Queinnec et Jacques Santamaria d'après L'Affaire Blaireau d'Alphonse Allais
- Distribution :
  - Christophe Alévêque : Blaireau, le condamné injustement
  - Dominique Pinon : Dubenoit, le maire
  - Bénédicte Loyen : Arabella de Chaville
  - Serge Larivière : Hubert de Chaville
  - François Toumarkine : Parju, le garde-champêtre
  - Gérard Caillaud : Monsieur Lerechigneux, le juge
  - Laurent Chandemerle : Gandebois
  - Benoît Giros : Guilloche, le journaliste
  - Simon Bakhouche : M. Bluette, le directeur de la prison
  - Christiane Bopp : Laurentine de Chaville
  - Micha Lescot : Jules Fléchard, le professeur de piano
  - Nathalie Kanoui : Mlle Foin
  - Alexandre Donders : le gendarme
  - Louise Petitrenaud : la jeune domestique
  - Gaëtan Vourc'h : Placide
  - Fabienne Chaudat : la marchande

### Le Fauteuil hanté
- Date de diffusion : 24 mars 2010
- Réalisateur : Claude Chabrol
- Scénario d'après Le Fauteuil hanté de Gaston Leroux
- Distribution :
  - Michel Duchaussoy : Gaspard Lalouette
  - Pierre Vernier : Hippolyte Patard
  - Michael Lonsdale : le grand Loustalot
  - Chantal Banlier : Julie Lalouette
  - Michel Vuillermoz : Eliphas
  - Philippe Laudenbach : Raymond de la Beyssière
  - Franck de la Personne : Maxime d'Aulnay
  - Roland Bertin : le chancelier Sard
  - Félicien Juttner : Isidor Fandor
  - Chantal Ladesou : Babette
  - Thomas Blanchard : Dédé

### L'Écornifleur
- Date de diffusion : 24 mars 2010
- Réalisateur : Jean-Charles Tacchella
- Scénario d'après L'Écornifleur de Jules Renard
- Distribution :
  - Laurent Stocker : Henri Gérard
  - Bruno Todeschini : Victor Vernet
  - Marie Bunel : Julie Vernet
  - Marie-Armelle Deguy : Pauline
  - Pénélope Lévèque : Marguerite
  - Catherine Benguigui : Adélaïde
  - Chantal Neuwirth : Honorine
  - Charlie Nelson : M. Moche
  - Romans Suarez-Pazos : le maître d'armes

### Crainquebille
- Date de diffusion : 3 novembre 2010
- Réalisateur : Philippe Monnier
- Scénario d'après Crainquebille d'Anatole France
- Distribution :
  - Jean-François Stévenin : Crainquebille
  - Martin Lamotte : M. Mangin
  - Bastien Bouillon : Antoine
  - Morgane Cabot : Solange Mangin
  - Hélène Babu : Mme Mangin
  - Yves Verhoeven : le brigadier chef Frêche
  - Michel Ferracci: l'agent Matra
  - Jean-Pierre Lazzerini : Marcel
  - François Maurin : le curé du marché
  - Pierre Bertre et Morgan Perez : les voyous
  - Élodie Bollée : la cliente en retard
  - Raphaël Almosni : le marchand de légumes
  - Christine Pignet : la marchande de légumes
  - Claude Duneton : le docteur Monnier
  - Renaud Rutten : le chef de quart
  - Bruno Paviot : Gregorio
  - Jean-Francois Gallotte : le clochard
  - Nicolas Jouhet : Fernand Le placier
  - Laurent Claret : M. Bernard
  - Swann Arlaud : le jeune marchand de fruits et légumes
  - Silvie Laguna : la dame aux potirons
  - Laurent Desponds : l'homme
  - Aurélien Cabat : le nouveau marchand
  - Ludovic Gossiaux : le jeune policier
  - Cédric Chevalme : l'agent 55
  - Xavier Hosten : le fiancé de la cliente en retard

### Le Mariage de Chiffon
- Date de diffusion : 31 mars 2010
- Réalisateur : Jean-Daniel Verhaeghe
- Scénario d'après Le Mariage de Chiffon de Gyp
- Distribution :
  - Christa Theret : Chiffon
  - Hippolyte Girardot : Marc de Bray
  - Artus de Penguern : le duc d'Aubières
  - Christiane Millet : Mme de Bray
  - Hervé Caradec : Alphonse de Bray
  - Romain Vissol : Eugène de Barfleur
  - Émilie Chesnais : Geneviève de Bassigny
  - François Clavier : le père de Ragon

### Un gentilhomme
- Date de diffusion : 31 mars 2010
- Réalisateur : Laurent Heynemann
- Scénario d'après Un gentilhomme d'Octave Mirbeau
- Distribution :
  - Daniel Russo : le marquis d'Amblezy
  - Yannick Renier : Charles Varnat
  - Christophe Vandevelde : Victor
  - Philippe Uchan : Lerible
  - Philippe Rigot : Berget
  - Anne Caillon : Mathilde
  - Gaëlle Bona : Sylvette
  - François Rostain : Rousseau
  - Vincent Solignac : Maître Houzeau
  - Xavier Maly : Maître Poivret

### Aimé de son concierge
- Date de diffusion : 27 octobre 2010
- Réalisateur : Olivier Schatzky
- Scénario d'après Aimé de son concierge d'Eugène Chavette
- Distribution :
  - Romane Bohringer : Charlotte Durieux
  - Éric Caravaca : Clovis de Frontac
  - Jean-Claude Bolle-Reddat : M. Gringoire
  - Gilles Benizio : Spiridon Rocamir
  - Maeva Pasquali : Sidonie Rocamir
  - Mika Tard : Flore
  - Bernard Alane : M. Mulot
  - Erick Deshors : Lieutenant Beloeil
  - Philippe Beautier : Patouillard
  - Juliette Hemono : Lili
  - François Roy : Commissaire Leguen
  - Zazie Delem : Félicie
  - Bonnafet Tarbouriech : Maître Villefort
  - Géraldine Brézault : Abricotine
  - Christine Bonnard : Rachel

### On purge bébé
- Date de diffusion : 27 octobre 2010
- Réalisateur : Gérard Jourd'hui
- Scénario d'après On purge bébé de Georges Feydeau
- Distribution :
  - Isabelle Nanty : Julie Follavoine
  - Philippe Torreton : Bastien Follavoine
  - Didier Bezace : Adhéaume Chouilloux
  - Annie Grégorio : Rose
  - Charlotte Kady : Clémence Chouilloux
  - Vincent Jasinskij : Toto
  - Benoît Pétré : Horace Truchet
  - Rochelle-Grégorie : la cuisinière